# Harisu
Harisu, pseudonimo di Lee Kyung-eun, nata Lee Kyung-yeop (Seongnam, 17 febbraio 1975), è una cantante, modella e attrice sudcoreana. Assegnatole il sesso maschile alla nascita, Harisu identifica sé stessa come donna sin dall'infanzia, e si è sottoposta al cambio di sesso chirurgico negli anni novanta. È nota per essere stata la prima donna di spettacolo transgender in Corea del Sud, e nel 2002 è diventata la seconda persona in Corea a cambiare legalmente il proprio genere sessuale. Il suo nome d'arte è un adattamento della parola in lingua inglese "hot issue".
Harisu ha ottenuto attenzione pubblica nel 2001, dopo essere apparsa in uno spot televisivo per l'azienda di cosmetici DoDo. Il successo dello spot contribuì notevolmente a lanciare la carriera di Harisu, permettendole di intraprendere la carriera anche nel mondo della musica e della recitazione. Al 2011 ha registrato cinque album in lingua coreana, di genere techno e R&B. Il suo primo ruolo importante come attrice è stato nel film del 2001 Yellow Hair 2, a cui sono seguiti Hi! Honey, un drama taiwanese, e Colour Blossoms, un drama di Hong Kong. Il 19 maggio 2007, Harisu ha sposato il fidanzato Micky Jung, con cui stava insieme da due anni.

## Discografia

### Album in studio
- 2001 – Temptation
- 2002 – Liar
- 2004 – Foxy Lady
- 2006 – Harisu
- 2006 – Summer

## Filmografia
- 2001 Yellow Hair 2 (노랑머리 2)
- 2002 Emergency Act 19 (긴급조치 19호)
- ? City Horror Series - The Song Of The Dead (心韓夜迷離：千年怨 KBS 도시괴담)
- 2004 Colour Blossoms (桃色)
- 2005 Trembling Heart (떨리는 가슴)